# James Houghton

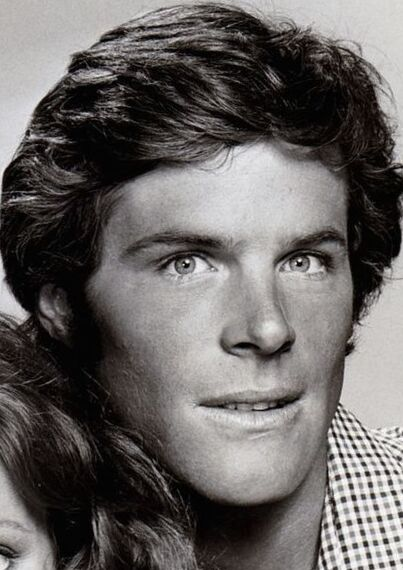
James Houghton, 1979

James Houghton (* 7. November 1948 in Los Angeles, Kalifornien; † 27. August 2024 ebenda) war ein US-amerikanischer Schauspieler und Drehbuchautor.

## Leben
Bereits früh erhielt James Houghton Einblicke in die Welt des Showgeschäftes, da sein Vater Buck Houghton ein erfolgreicher Film- und Fernsehproduzent war.
Nach seinem Schulabschluss an einer Schweizer Internatsschule entschloss sich Houghton zu einem Studium der Volkswirtschaft, brach das Studium nach drei Jahren wieder ab, um sich der Schauspielerei zu widmen.
Er wurde durch seine Interpretation des Greg Forrester in der Seifenoper Schatten der Leidenschaft (1973–1976) populär, ehe er in den Fernsehserien Unter der Sonne Kaliforniens (1979–1983), Fackeln im Sturm (1986), Das Imperium – Die Colbys (1986–1987) oder den Kinofilmen Noch mehr American Graffiti(1979), The Witch (1982) und Purple People Eater – Der kleine Lila Menschenfresser (1988) zu sehen war.
Neben seiner Karriere als Schauspieler strebte er auch eine Tätigkeit als Drehbuchautor für amerikanische Fernsehserien an. Er schrieb unter anderen, gemeinsam mit seiner Schwester Mona Houghton, Drehbücher für Unter der Sonne Kaliforniens und für Schatten der Leidenschaft. Für diese Serie war er bis zum Jahr 2006 im Hauptteam der Drehbuchautoren tätig und zog sich, abgesehen von einem Gastauftritt im Jahr 2003, seit 1988 von der Schauspielerei zurück, um ausschließlich Drehbücher zu schreiben.
James Houghton war verheiratet und Vater zweier Kinder. Er starb im Februar 2025 im Alter von 75 an einem Mesotheliom.

## Filmografie (Auswahl)
- 1973: Sweet Sugar
- 1973–1976: Schatten der Leidenschaft (The Young and the Restless)
- 1976: Dynasty (Fernsehfilm)
- 1979: The Party is over... Die Fortsetzung von American Graffiti (More American Graffiti)
- 1979–1983: Unter der Sonne Kaliforniens (Knots Landing)
- 1982: The Witch (Superstition)
- 1986: Fackeln im Sturm II (North and South, Book II)
- 1986–1987: Das Imperium – Die Colbys (The Colbys)
- 1988: Purple People Eater – Der kleine Lila Menschenfresser (Purple People Eater)

### Gastauftritte
- 1979: Barnaby Jones, Folge 7.18
- 1982–1983: Fantasy Island, Folgen 6.1 und 7.1
- 1983–1984: Hotel, Folgen 1.9 und 2.6
- 1985: Remington Steele, Folge 3.22
- 1985: Agentur Maxwell, Folge 1.12

## Weblink
- James Houghton bei IMDb